# Leilani

Bandera de Hawái

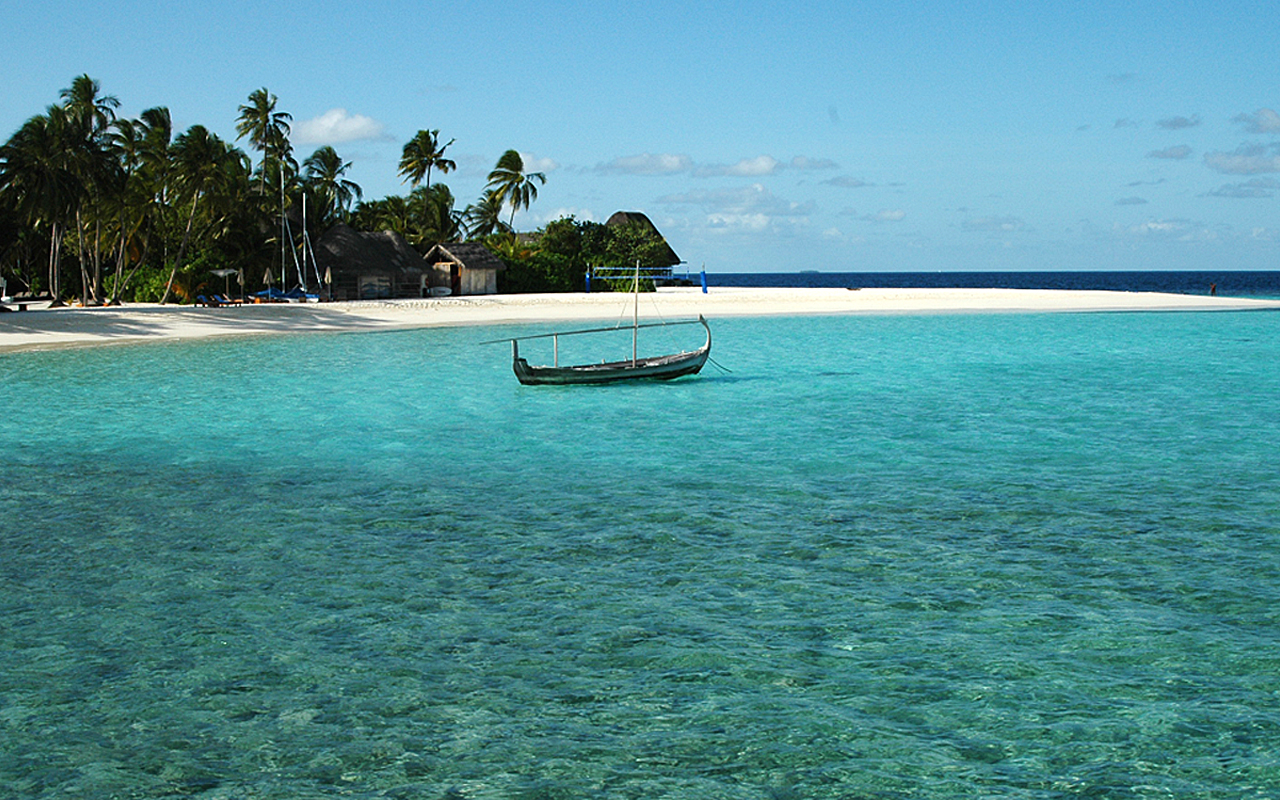
Playa de Hawái

Leilani es un nombre propio femenino que proviene del hawaiano.

## Etimología
El nombre Leilani significa «flor celestial», «niña bonita» o también «niña del cielo», el hawaiano es una lengua marquésica de la familia malayo-polinesia y es lengua cooficial en el estado de Hawái, junto al inglés.
Muchos de los nombres hawaianos femeninos hacen referencia a la tierra roja de la isla, al cielo azul, el mar, sus flores y fragancias. En cuanto al significado de los nombres masculinos en hawaianos también hay sobre el honor y la fuerza.
Leilani es uno de los nombres hawaianos más adoptados fuera de la isla según el artículo de Wikipedia Hawaiian given names

## Diminutivos más comunes
Any, Leili, Lei, Lali, Lanna, Nani, Lany, Leila, Leih, Leila

## Otras formas del nombre
- Leylani
- Leilany
- Leilanie
- Leylany
- Leilanny
- Leilanni

## Algunas famosas con este nombre
- Leilani Dowding, modelo inglesa.
- Leilani Munter, piloto de NASCAR estadounidense.
- Leilani Jones, actriz estadounidense.
- Leilani Kai (nacida como Patty Seymour) luchadora estadounidense.
- Leilani Mitchell, baloncestista australiana-estadounidense.
- Leilani Sen, cantante inglesa.
- Leilani Wolfgramm, cantante estadounidense.

## Otros
- Leilani (caballo), yegua campeona de Nueva Zelanda.
- Leilani (canción de Le Hoodoo Gurus)
- Leilani (canción de Rushe)
- Leilani Estates (lugar designado por el senso en Hawái)
- Sweet Leilani (canción de Bing Crosby)